# Vicko Buzolić
Vicko (Vincencije) Buzolić (Milna, 1830. − Dubrovnik, ?) je bio hrvatski prosvjetni djelatnik i hrvatski preporoditelj.
Bio je prvim ravnateljem Velike realke u Splitu. Na dužnost je stupio 1862. kao privremeni, a od 1867. do 1877. bio je stalni ravnatelj. Borio se je za uvođenje hrvatskog jezika kao nastavnog. 
Napisao je članke i brošure u kojima se bavio školstvom.